# Augustin Johann Joseph Gruber
Augustin Johann Joseph Gruber (Vienna, 23 giugno 1763 – Salisburgo, 28 giugno 1835) è stato un arcivescovo cattolico austriaco.

## Biografia
Augustin Johann Joseph Gruber nacque nel 1763 a Vienna, figlio di un commerciante della città. Iniziati gli studi a Vienna, nel 1780 si iscrisse al seminario degli agostiniani, lasciandolo nel 1782 per entrare nel seminario generale della capitale austriaca. Nel 1788 venne ordinato sacerdote e divenne parroco a Brunn am Gebirge, passando nel 1794 alla parrocchia di Josefstadt e nel 1796 a quella di Sant'Anna di Vienna. Nel 1802 divenne presidente del governo ecclesiastico provinciale e venne nominato consigliere reale nel 1806 ricevendo nel 1813 il dottorato in teologia.
L'8 settembre 1816 venne consacrato vescovo di Lubiana dall'arcivescovo di Vienna, Sigismund Anton von Hohenwart. Per merito dell'Imperatore, il 16 febbraio 1823 venne nominato arcivescovo di Salisburgo, ottenendo in seguito la conferma papale alla propria nomina. Durante il governo dell'arcidiocesi si preoccupò di istituire nuove scuole, sul modello del pensiero di Sant'Agostino che prevedeva l'istruzione religiosa del popolo, sul quale egli stesso scrisse un breve trattato. Nel periodo tra Illuminismo e Romanticismo, in cui si arrivò alla rinascita di una teologia neo-scolastica uniforme in teoria e pratica, svolse lavori preparatori, che si estesero al successivo "movimento di riforma catechistica".
Alla sua morte, Gruber venne sepolto nel duomo di Salisburgo assieme ai suoi predecessori.

## Genealogia episcopale e successione apostolica
La genealogia episcopale è:
- Cardinale Scipione Rebiba
- Cardinale Giulio Antonio Santori
- Cardinale Girolamo Bernerio, O.P.
- Arcivescovo Galeazzo Sanvitale
- Cardinale Ludovico Ludovisi
- Cardinale Luigi Caetani
- Cardinale Ulderico Carpegna
- Cardinale Paluzzo Paluzzi Altieri degli Albertoni
- Cardinale Flavio Chigi
- Papa Clemente XII
- Cardinale Giovanni Antonio Guadagni, O.C.D.
- Cardinale Cristoforo Migazzi
- Arcivescovo Michael Léopold Brigido
- Arcivescovo Sigismund Anton von Hohenwart, S.I.
- Arcivescovo Augustin Johann Joseph Gruber

La successione apostolica è:
- Arcivescovo Joseph Walland (1818)
- Vescovo Jakob Peregrin Paulitsch (1824)
- Vescovo Ignaz Franz Sales Zimmermann (1824)
- Vescovo Roman Sebastian Zängerle, O.S.B. (1824)
- Arcivescovo Franz Xavier Luschin (1824)
- Vescovo Georg Mayer (1828)